# Steve Clarke
Stephen "Steve" Clarke (sinh 29 tháng 8 năm 1963) là cựu cầu thủ và huấn luyện viên bóng đá người Scotland, hiện là trợ lý huấn luyện viên cho Roberto Di Matteo tại Aston Villa.
Clarke từng thi đấu cho St Mirren, Chelsea và Scotland, giành được ba danh hiệu lớn cùng với Chelsea. SAu khi giải nghệ, ông chuyển sang công tác huấn luyện và làm việc tại Newcastle United, Chelsea, West Ham United và Liverpool. Ông cũng từng dẫn dắt West Bromwich Albion và Reading.

## Danh hiệu

### Cầu thủ
Chelsea
- FA Cup: 1996–97[3]
- Football League Cup: 1997–98[4]
- UEFA Cup Winners' Cup: 1997–98[5]
- Full Members Cup: 1990

Cá nhân
- Cầu thủ xuất sắc nhất năm của Chelsea: 1993–94
- Đội hình xuất sắc nhất thế kỷ của Chelsea: 2004–05

### Huấn luyện viên
Cá nhân
- Huấn luyện viên xuất sắc nhất tháng Premier League: Tháng 11 năm 2012[6]

## Thống kê huấn luyện
Tính đến 3 tháng 12 năm 2015
| Newcastle United (tạm quyền) | Anh  | 28 tháng 8 năm 1999  | 2 tháng 9 năm 1999   | 1   | 0  | 0  | 1  | 000,00 |
| West Bromwich Albion         | Anh  | 8 tháng 6 năm 2012   | 14 tháng 12 năm 2013 | 59  | 19 | 14 | 26 | 032,20 |
| Reading                      | Anh  | 16 tháng 12 năm 2014 | 4 tháng 12 năm 2015  | 53  | 19 | 14 | 20 | 035,85 |
| Tổng                         | Tổng | Tổng                 | Tổng                 | 113 | 38 | 28 | 47 | 033,63 |